# Louis-Thomas du Bois de Fiennes
Louis-Thomas du Bois de Fiennes, marquis de Leuville, de Vandenesse et de Givry, né le 24 septembre 1668 et mort le 3 avril 1742 près d’Egra, est un militaire français.

## Biographie
Louis-Thomas, dit Olivier-du Bois de Fiennes, est le fils de Louis du Bois de Givry de Vandenesse (†1699 à 83 ans, grand-bailli de Touraine, lieutenant général des armées du roi) et de Françoise de Morant, Dame de la Garenne (1648-1676). Il est d’abord connu sous le nom de marquis de Givry. Il est le neveu de Madeleine du Bois, l'épouse de Racan.
Il épouse :
1. en mai 1708, Louise-Philippine Thomé, morte sans enfants le 18 mai 1724, fille du fermier général Pierre Thomé
2. le 5 juin 1725, Marie Voysin, née le 21 mars 1701 et morte le 28 février 1726, fille de Daniel Voysin de La Noiraye, dont il n’est resté qu’Antoinette-Madelene Olivier de Leuville, mariée le 8 mars 1745 à Charles Léonard de Baylens (Baylenx), marquis de Poyanne, et morte à Paris le 10 juillet 1761 âgée d’environ 33 ans.

### Carrière militaire
Louis-Thomas entre comme page de la Grande Écurie en 1685, puis passe aux mousquetaires en 1688.
Le 15 janvier 1689, il devient cornette au régiment de Dauphin-Étranger et fait la campagne d’Allemagne sous le maréchal de Duras. Il obtient une compagnie de ce régiment le 19 décembre 1690. 
À la mort de son père, la charge de grand-bailli de Touraine lui est donnée par provisions du 26 janvier 1700, et il prend le nom de marquis de Leuville.

Alors capitaine du régiment de Dauphin-Étranger, il lui est accordé un régiment à son nom.
Brigadier par brevet du 19 juin 1708.
Maréchal de camp par brevet du 8 mars 1718. Il se démet alors de son régiment.
Lieutenant général des armées du roi par pouvoir du 22 décembre 1731.
Il obtient le gouvernement de Charlemont, par provisions du 6 juin 1738.
Employé, par lettres du 20 juillet 1741, à l’armée envoyée au secours de l’électeur de Bavière aux ordres du maréchal de Belle-Isle, il passe le Rhin avec la 1re division le 15 août. Il commande toute l’armée comme premier lieutenant-général, en l’absence du maréchal resté à Francfort, pour la conduire en Autriche d’où, après s’être emparé de plusieurs postes, il marche en Bohème où Prague est pris.
Détaché en 1742 pour faire le siège d’Egra, il tombe malade et meurt au camp de Bant-Egra le 3 avril.